# Automeris abdomimeridensis
Automeris abdomimeridensis é uma espécie de mariposa do gênero Automeris, da família Saturniidae.
Sua ocorrência foi registrada na Venezuela, em Mérida, La Azulita, a 2.300 m. de altitude.